# 마리야 키릴렌코

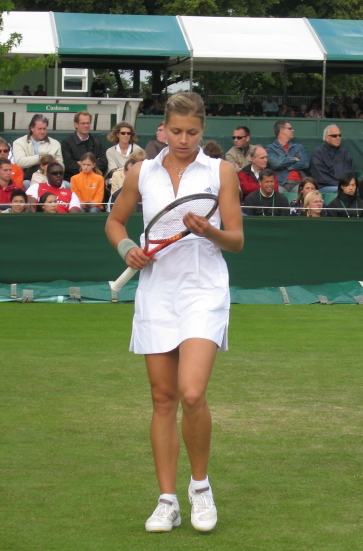
2007년 윔블던에서 경기 중인 키릴렌코.

마리야 유리예브나 키릴렌코(Maria Yuryevna Kirilenko, 러시아어: Мари́я Ю́рьевна Кириле́нко, 1987년 1월 25일 ~ )은 러시아의 여자 프로 테니스 선수이다. 2005년 차이나 오픈 결승에서 아나레나 그뢰네펠트를 6–3, 6–4로 꺾으면서 생애 최초의 WTA 투어 타이틀을 획득했다. 단식 최고 랭킹은 2008년 7월 기록한 세계 18위이다. 2002년 캐나다 오픈의 주니어 경기와 같은 해 US 오픈 주니어 경기에서 우승하기도 했다.

## 개인사
키릴렌코는 소비에트 연방 모스크바에서 우크라이나 혈통의 아버지 밑에서 태어났다. 그녀는 다른 WTA 선수들 중 마리아 샤라포바, 아나 이바노비치, 티티아나 골로방 등과 절친한 사이인 것으로 알려져 있다.

## 통산 기록

### WTA 단식 우승 (5)
| 대회 종류 (2009년 이전) | 대회 종류 (2009년부터) |
| ----------------------- | ---------------------- |
| 그랜드 슬램 (0)         |                        |
| WTA 챔피언십 (0)        |                        |
| 티어 I (0)              | 프리미어 맨데터리 (0)  |
| 티어 II (1)             | 프리미어 5 (0)         |
| 티어 III (1)            | 프리미어 (0)           |
| 티어 IV & V (3)         | 인터내셔널 (0)         |

| 코트 종류별 타이틀 |
| 하드 (2)           |
| 잔디 (0)           |
| 클레이 (2)         |
| 카펫 (1)           |

| No. | 일시            | 대회명               | 장소               | 코트     | 결승 상대                     | 스코어        |
| 1.  | 2005년 9월 5일  | 차이나 오픈          | 베이징, 중국       | 하드     | 아나레나 그뢰네펠트           | 6-3, 6-4      |
| 2.  | 2007년 9월 23일 | 선피스트 오픈        | 콜카타, 인도       | 카펫 (i) | 마리야 코리체바               | 6-0, 6-2      |
| 3.  | 2008년 4월 20일 | 이스토릴 오픈        | 이스토릴, 포르투갈 | 클레이   | 이베타 베네쇼바               | 6-4, 6-2      |
| 4.  | 2008년 6월 15일 | 바르셀로나 기아 오픈 | 바르셀로나, 스페인 | 클레이   | 마리아 호세 마르티네스 산체스 | 6-0, 6-2      |
| 5.  | 2008년 9월 18일 | 한솔 코리아 오픈     | 서울, 대한민국     | 하드     | 서맨사 스토서                 | 2-6, 6-1, 6-4 |

### WTA 단식 준우승 (3)
| No. | 일시            | 대회명               | 장소               | 코트   | 결승 상대       | 스코어        |
| 1.  | 2004년 2월 22일 | 방갈로르 오픈        | 하이데라바드, 인도 | 하드   | 니콜 프랫       | 7-6(3), 6-1   |
| 2.  | 2007년 9월 20일 | 한솔 코리아 오픈     | 서울, 대한민국     | 하드   | 비너스 윌리엄스 | 6-3, 1-6, 6-4 |
| 3.  | 2009년 4월 19일 | 바르셀로나 기아 오픈 | 바르셀로나, 스페인 | 클레이 | 로베르타 빈치   | 6-0, 6-4      |

### WTA 복식 우승 (5)
| 대회 종류 (2009년 이전) | 대회 종류 (2009년부터) |
| ----------------------- | ---------------------- |
| 그랜드 슬램 (0)         |                        |
| WTA 챔피언십 (0)        |                        |
| 티어 I (0)              | 프리미어 맨데터리 (0)  |
| 티어 II (1)             | 프리미어 5 (0)         |
| 티어 III (3)            | 프리미어 (0)           |
| 티어 IV & V (1)         | 인터내셔널 (0)         |

| No. | 일시            | 대회명                        | 장소               | 코트   | 파트너          | 결승 상대                               | 스코어           |
| 1.  | 2004년 6월 13일 | DFS 클래식                    | 버밍햄, 영국       | 잔디   | 마리아 샤라포바 | 리사 맥셰이 밀라그로스 세케라           | 6-2, 6-1         |
| 2.  | 2005년 10월 9일 | AIG 재팬 오픈 테니스 챔피언십 | 도쿄, 일본         | 하드   | 히셀라 둘코     | 아사고에 시노부 마리아 벤토캅치         | 7-5, 4-6, 6-3    |
| 3.  | 2007년 3월 3일  | 카타르 토탈 오픈              | 도하, 카타르       | 하드   | 마르티나 힝기스 | 아그네시 사버이 블라디미라 우흘리르조바 | 6-1, 6-1         |
| 4.  | 2008년 4월 19일 | 이스토릴 오픈                 | 이스토릴, 포르투갈 | 클레이 | 플라비아 페네타 | 메르바나 유기치살키치 이페크 셰놀루     | 6-4, 6-4         |
| 5.  | 2008년 8월 18일 | 신시내티 마스터스             | 신시내티, 미국     | 하드   | 나디아 페트로바 | 셰수웨이 야로슬라바 시베도바            | 6-3, 4-6, [10-8] |

### WTA 복식 준우승 (4)
| No. | 일시            | 대회명                 | 장소                     | 코트 | 파트너                  | 결승 상대           | 스코어        |
| 1.  | 2006년 6월 10일 | 오디나 오픈            | 스헤르토헨보스, 네덜란드 | 잔디 | 아나 이바노비치         | 옌쯔 정지에         | 3-6, 6-2, 6-2 |
| 2.  | 2008년 8월 3일  | 로저스 컵              | 몬트리올, 캐나다         | 하드 | 플라비아 펜네타         | 카라 블랙 리즐 후버 | 6-1, 6-1      |
| 3.  | 2008년 9월 28일 | 한솔 코리아 오픈       | 서울, 대한민국           | 하드 | 베라 두셰비나           | 좡자룽 셰수웨이     | 6-3, 6-0      |
| 4.  | 2009년 2월 22일 | 두바이 테니스 챔피언십 | 두바이, 아랍에미리트     | 하드 | 아그니에슈카 라드반스카 | 카라 블랙 리즐 후버 | 6-3, 6-3      |

## 단식 성적 연대표
| 호주 오픈                                                                          | 불참        | 불참        | 불참        | 2회전       | 3회전       | 3회전       | 4회전       | 1회전  | 8강    | 0 / 6  | 12–6      |
| 프랑스 오픈                                                                        | 불참        | 불참        | 2회전       | 1회전       | 3회전       | 2회전       | 2회전       | 1회전  | 4회전  | 0 / 7  | 8–7       |
| 윔블던                                                                             | 불참        | 불참        | 1회전       | 2회전       | 1회전       | 1회전       | 1회전       | 2회전  |        | 0 / 6  | 2–6       |
| US 오픈                                                                            | 불참        | 3회전       | 2회전       | 2회전       | 3회전       | 3회전       | 1회전       | 3회전  |        | 0 / 7  | 11–7      |
| 그랜드 슬램 우승률                                                                 | 0 / 0       | 0 / 1       | 0 / 3       | 0 / 4       | 0 / 4       | 0 / 4       | 0 / 4       | 0 / 4  | 0 / 1  | 0 / 25 | N/A       |
| 그랜드 슬램 승-패                                                                  | 0–0         | 2–1         | 2–3         | 3–4         | 6–4         | 5–4         | 4–4         | 3–4    | 7-2    | N/A    | 27–24     |
| 연말 챔피언십                                                                      |             |             |             |             |             |             |             |        |        |        |           |
| WTA 투어 챔피언십                                                                  | 불참        | 불참        | 불참        | 불참        | 불참        | 불참        | 불참        | 불참   |        | 0 / 0  | 0–0       |
| WTA 프리미어 맨데터리 대회                                                         |             |             |             |             |             |             |             |        |        |        |           |
| 인디언 웰즈 마스터스                                                               | 불참        | 불참        | 1회전       | 4회전       | 3회전       | 3회전       | 2회전       | 1회전  | 3회전  | 0 / 6  | 9-6       |
| 마이애미 마스터스                                                                  | 불참        | 불참        | 2회전       | 2회전       | 4회전       | 2회전       | 2회전       | 2회전  | 3회전  | 0 / 6  | 7-6       |
| 마드리드 마스터스                                                                  | 미개최      | 미개최      | 미개최      | 미개최      | 미개최      | 미개최      | 미개최      | 1회전  | 1회전  | 0 / 2  | 0–2       |
| 차이나 오픈                                                                        | 티어 I 아님 | 티어 I 아님 | 티어 I 아님 | 티어 I 아님 | 티어 I 아님 | 티어 I 아님 | 티어 I 아님 | 1회전  |        | 0 / 1  | 0–1       |
| WTA 프리미어 5 대회                                                                |             |             |             |             |             |             |             |        |        |        |           |
| 두바이 테니스 챔피언십                                                             | 티어 I 아님 | 티어 I 아님 | 티어 I 아님 | 티어 I 아님 | 티어 I 아님 | 티어 I 아님 | 티어 I 아님 | 1회전  | 1회전  | 0 / 2  | 0–2       |
| 로마 마스터스                                                                      | 불참        | 불참        | 불참        | 1회전       | 1회전       | 1회전       | 3회전       | 불참   | 8강    | 0 / 5  | 5-5       |
| 신시내티 마스터스                                                                  | 미개최      | 미개최      | 티어 I 아님 | 티어 I 아님 | 티어 I 아님 | 티어 I 아님 | 티어 I 아님 | 2회전  |        | 0 / 1  | 1–1       |
| 로저스 컵                                                                          | 불참        | 불참        | 불참        | 1회전       | 2회전       | 2회전       | 2회전       | 1회전  |        | 0 / 5  | 3-5       |
| 도쿄 오픈                                                                          | 불참        | 불참        | 불참        | 2회전       | 8강         | 2회전       | 1회전       | 불참   |        | 0 / 4  | 4-4       |
| 과거 WTA 티어 I 대회 (현재는 프리미어 맨데터리 혹은 프리미어 5 대회에 속하지 않음) |             |             |             |             |             |             |             |        |        |        |           |
| 패밀리 서클 컵                                                                     | 불참        | 불참        | 불참        | 불참        | 불참        | 불참        | 불참        | NM5    | NM5    | 0 / 0  | 0-0       |
| 크레믈린 컵                                                                        | 불참        | 불참        | 불참        | 1회전       | 1회전       | 1회전       | 1회전       | NM5    | NM5    | 0 / 4  | 0-4       |
| 카타르 토탈 오픈                                                                   | 티어 I 아님 | 티어 I 아님 | 티어 I 아님 | 티어 I 아님 | 티어 I 아님 | 티어 I 아님 | 2회전       | 미개최 | 미개최 | 0 / 1  | 1–1       |
| 독일 오픈                                                                          | 불참        | 불참        | 불참        | 2회전       | 3회전       | 1회전       | 3회전       | 미개최 | 미개최 | 0 / 4  | 5-4       |
| 취리히 오픈                                                                        | 불참        | 불참        | 불참        | 불참        | 8강         | 1회전       | NM5         | 미개최 | 미개최 | 0 / 2  | 2-2       |
| 아큐라 클래식                                                                      | 티어 I 아님 | 티어 I 아님 | 불참        | 1회전       | 1회전       | 8강         | 미개최      | 미개최 | 미개최 | 0 / 3  | 3-3       |
| 통산 기록                                                                          |             |             |             |             |             |             |             |        |        |        |           |
| 출전 대회                                                                          | 8           | 14          | 16          | 24          | 26          | 29          | 25          | 25     | 2      | N/A    | 172       |
| 결승 진출                                                                          | 0           | 0           | 1           | 1           | 0           | 2           | 3           | 1      | 0      | N/A    | 8         |
| 우승                                                                               | 0           | 0           | 0           | 1           | 0           | 1           | 3           | 0      | 0      | N/A    | 5         |
| 승-패                                                                              | 16-8        | 30-13       | 21-15       | 41-24       | 23-26       | 34-27       | 34-22       | 23-25  | 16-5   | N/A    | 246 - 164 |
| 연말 랭킹                                                                          | 417         | 122         | 111         | 25          | 30          | 25          | 29          | 63     |        | N/A    | N/A       |

- NM5 = 프리미어 5 대회 아님 (Not Masters 5 event)